# Edwin Hutchins
Edwin Hutchins (n. 1948) es profesor y ex director del Departamento de Ciencias Cognitivas de la Universidad de California en San Diego. Hutchins es uno de los principales contribuidores de la cognición distribuida.
Hutchins fue alumno del antropólogo cognitivo Roy D'Andrade y ha sido firme defensor del uso de métodos antropológicos en las Ciencias Cognitivas. Es consideraro padre de la etnografía cognitiva moderna.  Sus primeros trabajos fueron estudios de la lógica en el discurso legal de la población en las Islas Trobriand, Papua Nueva Guinea . 
Durante un tiempo trabajó en la Armada estadounidense investigando cómo las tripulaciones de un barco pueden funcionar como una máquina distribuida, al descarga parte de las demanas cognitivas de la navegación de barcos entre los miembros de la tripulación. Recibió una beca de la Fundación MacArthur. 
En 1995, Hutchins publicó Cognition in the Wild,  un estudio detallado de los procesos cognitivos distribuidos en un barco de la marina estadounidense (un barco de asalto anfibio clase Iwo Jima ). Al igual que otros trabajos relacionados con la cognición distribuida, el libro cuestiona las visiones incorpóreas de la cognición y propone una alternativa que analiza los sistemas cognitivos compuestos entre múltiples agentes y el mundo material.
Otras áreas de su trabajo incluyen el estudio de las cabinas de los aviones,  el desarrollo de métodos y herramientas etnográficos cognitivos y la interacción persona-computadora. Dirigió el Laboratorio de Cognición Distribuida e Interacción Humano-Computadora en UC San Diego, en colaboración con James Hollan hasta 2014. Actualmente es profesor emérito del Departamento de Ciencias Cognitivas de la UC San Diego.